# Lutzelbourg
Lutzelbourg település Franciaországban, Moselle megyében. Lakosainak száma 558 fő (2022. január 1.). Lutzelbourg Danne-et-Quatre-Vents, Dannelbourg, Garrebourg, Henridorff, Hultehouse és Phalsbourg községekkel határos.

## Népesség
A település népességének változása:
| Lakosok száma | 807  | 768  | 705  | 650  | 618  | 610  | 584  | 568  | 565  | 558  |
|               | 1968 | 1982 | 1990 | 2006 | 2013 | 2015 | 2017 | 2019 | 2020 | 2022 |